# Horné Chlebany
Horné Chlebany é um município da Eslováquia, situado no distrito de Topoľčany, na região de Nitra. Tem 3,8 km² de área e sua população em 2018 foi estimada em 372 habitantes.

## Demografia
| Ano:        | 1994 | 2004   | 2014   | 2024   |
| ----------- | ---- | ------ | ------ | ------ |
| Broj ljudi: | 369  | 339    | 360    | 370    |
| Razlika:    |      | -8,13% | +6,19% | +2,77% |

| Ano:               | 2023 | 2024   |
| ------------------ | ---- | ------ |
| Número de pessoas: | 379  | 370    |
| Diferença:         |      | -2,37% |